# Falsche uneidliche Aussage
Die falsche uneidliche Aussage ist das Grunddelikt der Aussagedelikte. Im deutschen Strafgesetzbuch ist sie in § 153 StGB geregelt und mit einer Freiheitsstrafe von drei Monaten bis zu fünf Jahren bedroht.

## Täter und Tathandlung
Bestraft werden unwahre Aussagen bei einer uneidlichen Vernehmung vor Gericht oder einer anderweitig zuständigen Stelle. Damit soll die Funktionsfähigkeit der Rechtspflege geschützt und Fehlurteile vermieden werden.
Taugliche Täter können nach dem Gesetzeswortlaut nur Zeugen und Sachverständige sein. Eine Strafbarkeit des Angeklagten oder der Parteien eines Zivilprozesses scheiden daher aus. Sie können sich aber wegen Verleitung zur Falschaussage (§ 160 StGB) strafbar machen. Tateinheit ist beispielsweise möglich mit Prozessbetrug (§ 263 StGB), Verleumdung (§ 187 StGB) oder übler Nachrede (§ 186 StGB).
Der Umfang der Wahrheitspflicht wird durch den Vernehmungsgegenstand begrenzt. Da eine Aussage vollständig sein muss, ist auch das Verschweigen von Tatsachen tatbestandsmäßig.
Wann eine Aussage im strafrechtlichen Sinn falsch ist, ist umstritten. Nach der objektiven Aussagetheorie, die der Bundesgerichtshof vertritt, kommt es nur darauf an, dass die Aussage mit der Wirklichkeit objektiv nicht übereinstimmt (Diskrepanz zwischen Wort und Wirklichkeit). Denn es ist Aufgabe der Rechtspflege, die objektive Wahrheit zu suchen. Die subjektive Aussagetheorie stellt auf die Diskrepanz zwischen Wort und Vorstellungsbild des Täters ab. Der Täter muss also bewusst einen anderen Sachverhalt vortragen als den, den er wahrgenommen hat. Glaubt der Täter, wahrheitsgemäß auszusagen, entfällt der objektive Tatbestand. Die Pflichttheorie erachtet eine Aussage dann als falsch, wenn der Aussagende nicht dasjenige wiedergibt, das er bei kritischer Prüfung seines Erinnerungs- bzw. Wahrnehmungsvermögens hätte wiedergeben können (Widerspruch zwischen Wort und Pflicht). Sie modifiziert die subjektive Theorie um objektive Elemente.

## Adressat der Tathandlung
Hierunter fallen die Gerichte, der Ermittlungsrichter und die parlamentarischen Untersuchungsausschüsse (§ 162 Abs. 2 StGB). Insbesondere nicht zur Abnahme von Eiden berechtigt sind die Staatsanwaltschaft (§ 161a Abs. 1 S. 3 StPO) und die Polizei (§ 163 Abs. 3 S. 3 StPO). Das Gesetz nennt dabei ausdrücklich Gerichte, worunter staatliche Gerichte gemeint sind. Private Schiedsgerichte fallen nicht darunter.

## Versuch
Der Versuch der falschen uneidlichen Aussage ist nicht strafbar. Daraus ergibt sich aber das Problem, zu welchem Punkt die Straftat vollendet ist. Vollendet ist die Tat jedenfalls, wenn eine Berichtigung nicht mehr möglich ist. Gemeinhin wird vertreten, dass bereits dann Vollendung eingetreten ist, wenn der Aussagende nichts mehr sagen möchte und keine Fragen mehr an ihn gerichtet werden, spätestens mit der Entlassung des Zeugen.

## Strafmilderung und Absehen von Strafe
Bei einem Aussagenotstand (§ 157 StGB) als speziellen Strafmilderungsgrund kann von der Bestrafung gänzlich abgesehen werden. Ebenso ist eine Strafmilderung oder ein Absehen von Strafe möglich, wenn die Aussage rechtzeitig berichtigt oder ergänzt wird (§ 158 StGB).

## Statistik
Da Aussagedelikte unmittelbar bei der Staatsanwaltschaft angezeigt und ausschließlich von ihr bearbeitet werden, erfasst die Polizeiliche Kriminalstatistik sie nicht. Es gibt in Deutschland jährlich etwa 4000 Verurteilungen aufgrund von Aussagedelikten, davon 800 wegen Meineid und 2500 bis 3000 wegen falscher uneidlicher Aussage. Im Jahre 2019 gab es 3125 Urteile wegen „Falsche uneidliche Aussage“, 1379 wegen „Falsche Versicherung an Eides statt statt“, 67 wegen Meineid, 9 wegen Verleitung zur Falschaussage und 107 wegen fahrlässigen Falscheids oder falscher Versicherung an Eides statt. 13 % entfielen auf Personen zwischen 14 und 21 Jahren. 71 % wurden verurteilt, davon 81 % zu einer Geldstrafe, genauer 56 % zu einer Geldstrafe bis zu 90 Tagessätzen, 25 % zu einer Geldstrafe über 90 Tagessätzen (vorbestraft), 17 % zu einer Haftstrafe auf Bewährung, 2 % (66 Personen) zu einer tatsächlich zu verbüßenden Haftstrafe, die Hälfte zu weniger als 9 Monate, aber 12 zu mehr als 2 Jahren. 30 Personen saßen wegen ihrer Falschaussage in Untersuchungshaft. 27 % der Verurteilten sind Ausländer, 32 % der Verurteilten sind Frauen.